# إميل إل. سميث
إميل إل. سميث (بالإنجليزية: Emil L. Smith)‏ هو عالم كيمياء حيوية أمريكي، ولد في 5 يوليو 1911 في نيويورك في الولايات المتحدة، وتوفي في 31 مايو 2009 في لوس أنجلوس في الولايات المتحدة.